# Дамас, Максанс де
Анж-Иасе́нт-Макса́нс де Дама́с де Кормайо́н, баро́н де Дама́с (фр. Ange Hyacinthe Maxence de Damas de Cormaillon, baron de Damas; в России Макси́м Ива́нович де Дама́с; 30 сентября 1785[…], Париж — 6 мая 1862, Париж) — французский и русский военачальник и государственный деятель, роялист-легитимист, участник Наполеоновских войн на стороне России, затем французский министр эпохи Реставрации Бурбонов.

## Биография
Из дворянского рода Дамас, известного своим непримиримым отношением к Французской революции. Сын полковника Шарля де Дамаса, племянник герцога Ришельё. Родился в Париже. Вскоре после революции оказался с семьёй в эмиграции в России. В 1795—1800 учился в Артиллерийском и инженерном шляхетском кадетском корпусе, в котором овладел русским языком и профессиональными навыками офицера. В 1800 году пятнадцатилетний подпоручик — выпускник корпуса направлен служить в Пионерный полк, но уже вскоре — благодаря протекции — переведён на престижную и необременительную в мирное время службу в гвардию.
Несмотря на то, что Наполеон лояльно относился к бывшим эмигрантам, не препятствуя их возвращению, Дамас оставался в числе непримиримых. В 1805 году, будучи офицером лейб-гвардии Семёновского полка, он сражался под Аустерлицем. В кампании 1806—1807 не участвовал, занимался обучением рекрутов. В 1811 году он уже — полковник, командир батальона лейб-гвардии Семёновского полка (в гвардии офицеры аналогичных чинов занимали должности ниже, чем в армии).

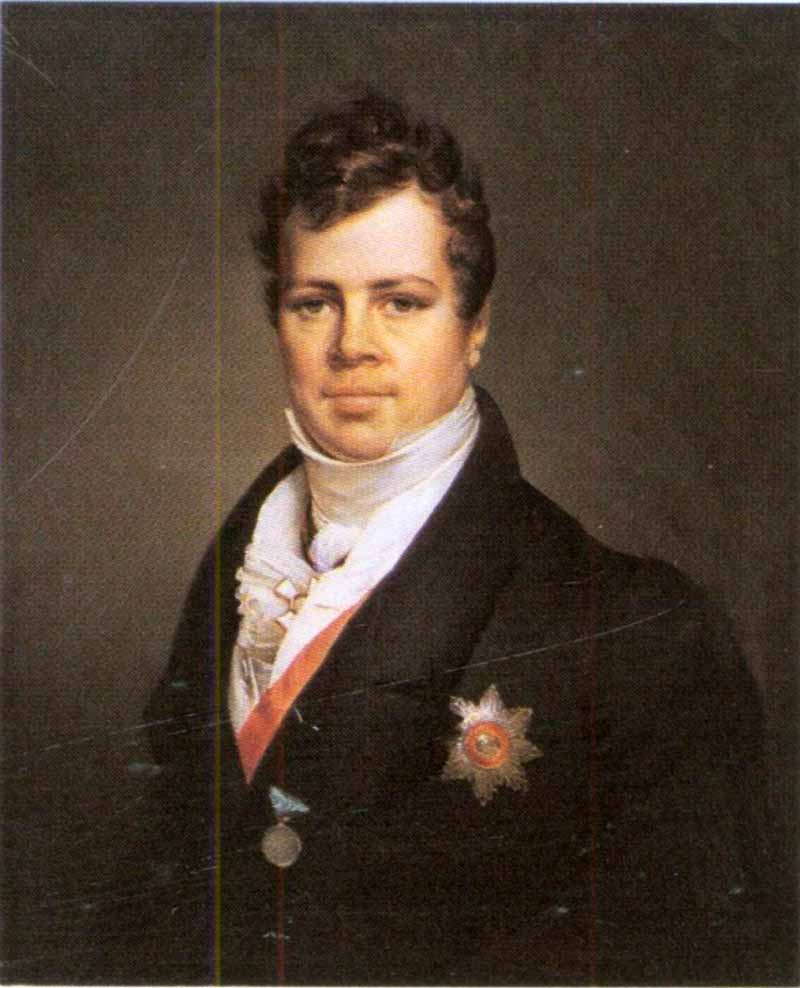
К. К. Штейбен. Портрет барона О.-Г.-М. Дамаса. Русский музей.

В начале 1812 года лейб-гвардии Семёновский полк, в котором служил Дамас, в составе Гвардейской пехотной дивизии входил в 5-й корпус генерал-лейтенанта Лаврова, в 1-й Западной армии генерала от инфантерии Барклая-де-Толли. При Бородине полковник Дамас, находясь в гуще боя, был ранен пулей в руку. За это сражение он получил орден Святой Анны 2-й степени. В декабре 1812 Дамас был поставлен во главе гренадерской бригады (Астраханский и Фанагорийский полки — отборная армейская пехота).
Бригада хорошо проявила себя в Саксонской кампании 1813 года (при Люценом, при Бауценом и под Лейпцигом), а её командир был награждён орденом Святого Владимира 3-й степени, и произведён (15 сентября 1813) в генерал-майоры. В 1814 году Дамас сражался на французской земле — при Бриенне, при Ла-Ротьере (за это сражение был пожалован Золотым оружием «За храбрость»), при Арси-сюр-Обе.

В конце кампании, 5 мая 1814, получил орден Святого Георгия 3-го класса
в воздаяние отличных подвигов мужества, храбрости и распорядительности, оказанных в сражении против французских войск 18 марта при Париже.
Вышел в отставку 10 мая 1814, сразу же после окончания военных действий, и вступил в том же году в чине генерал-лейтенанта во французскую армию Бурбонов. Участвовал в походе в Испанию, где перед ним капитулировал город Фигерас. В 1823 году стал пэром Франции. В эпоху Второй Реставрации барон де Дамас занимал пост военного министра (в 1823—1824) и министра иностранных дел Франции (в 1824—1828). Был воспитателем внука Карла X герцога Бордоского (более известного как граф де Шамбор).
В 1830 году последовал в изгнание за воспитанником, но в 1833 году вернулся во Францию и поселился в замке Отфор. Занимался сельским хозяйством и благотворительностью. Переписывался с русскими знакомыми, в том числе семейством Олениных (письма изданы П. Заборовым в 1999 г.).